# پلاک خودرو

دوربین سامانهٔ تشخیص پلاک خودرو

پلاک خودرو صفحه یا لوحی از جنس فلز یا پلاستیک است که بر روی خودروهای موتوردار و تریلرها برای شناسایی نصب می‌شود. این شماره می‌تواند مرکب از حروف و اعداد یا هر کدام از آن‌ها به تنهایی باشد. این شماره برای همه خودروها منحصر به فرد است. در برخی از مناطق این کدبندی به صورت منطقه‌ای و در برخی مناطق به صورت کشوری است.

## پلاک خودرو در ایران
پلاک خودروها در ایران پس از سال ۲۰۰۵ (۱۳۸۳) به شکل استاندارد اروپایی (پلاک‌های استاندارد اروپایی دارای ۲۰٫۵ اینچ (۵۲ سانتیمتر) طول و ۴٫۵ اینچ (۱۱ سانتیمتر) عرض درآمد.

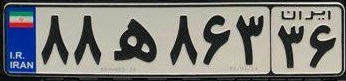
پلاک وسیله نقلیه در ایران

انواع پلاک‌های وسایل نقلیه در ایران عبارت است از: شخصی، دولتی، عمومی، سیاسی، سرویس، کنسولی، تعمیری، انتظامی، گذر موقت، ترانزیت، کشاورزی-عمرانی ، بین‌المللی و اروندی